# Per-Erik Larsson
Per-Erik Larsson (n. 3 mai 1929, Mora Parish⁠(d), Comitatul Dalarna, Suedia – d. 31 mai 2008, Mora Parish⁠(d), Comitatul Dalarna, Suedia) a fost un schior de fond ce a reprezentat Suedia, medaliat olimpic. A participat la 2 ediții ale Jocurilor Olimpice (1956, 1960) în care a câștigat o medalie de bronz.